# بو مكاليب
بو مكاليب (بالمقدونية: Бо Мекејлеб)‏ (بالإنجليزية: Bo McCalebb)‏ مواليد 4 مايو 1985 في نيو أورلينز، هو لاعب كرة سلة مقدوني بدأ مسيرته الاحترافية في سنة 2008 يلعب مع فريق ليموج سي إس بي كلاعب هجوم خلفي ويحمل الرقم 4. يبلغ طوله 6 قدم 0 بوصة (1.8 م).

## فرق لعب لها
- فنربخشة لكرة السلة
- بايرن ميونخ لكرة السلة
- ليموج سي إس بي

## روابط خارجية
- بو مكاليب على موقع الاتحاد الدولي لكرة السلة (الإنجليزية)
- بو مكاليب على موقع الدوري الأوروبي لكرة السلة (الإنجليزية)
- بو مكاليب على موقع سبورتس رفرنس (الإنجليزية)
- بو مكاليب على موقع الدوري الإسباني لكرة السلة (الإسبانية)
- بو مكاليب على موقع كرة السلة الأوروبية.كوم (الإنجليزية)
- بو مكاليب على موقع DraftExpress.com (الإنجليزية)
- بو مكاليب على موقع كلية كرة السلة في سبورتس رفرنس.كوم (الإنجليزية)
- بو مكاليب على موقع ريلجم (الإنجليزية)
- بو مكاليب على موقع بروبوليرز (الإنجليزية)
- بو مكاليب على موقع سبورتس رفرنس (الإنجليزية)